# Ministère de la Culture (Luxembourg)
Pour les articles homonymes, voir ministère de la Culture.
Le ministère de la Culture (en allemand : Ministerium für Kultur et en luxembourgeois : Kulturministère) est le département ministériel responsable de la politique culturelle.
Il est dirigé par le libéral Eric Thill depuis le 17 novembre 2023.
Le siège central du ministère se trouve à l'hôtel des Terres Rouges (lb), situé au 4 boulevard Roosevelt, à Luxembourg.

## Titulaires depuis 1969
| Nom | Nom | Nom                               | Dates du mandat | Dates du mandat | Parti | Gouvernement(s)                |
| --- | --- | --------------------------------- | --------------- | --------------- | ----- | ------------------------------ |
| Ministère de l'Éducation nationale et des Affaires culturelles (15/07/1964 – 01/02/1969)                                                        |     |                                   |                 |                 |       |                                |
| |     | Madeleine Frieden-Kinnen          | 01/02/1969      | 19/09/1972      | CSV   | Werner-Schaus II               |
| Ministère d'État (19/09/1972 – 15/06/1974) |     |                                   |                 |                 |       |                                |
| Ministère de l'Éducation nationale (15/06/1974 – 16/07/1979)                                                                                    |     |                                   |                 |                 |       |                                |
| Ministère d'État (16/07/1979 – 20/07/1984) |     |                                   |                 |                 |       |                                |
| |     | Robert Krieps                     | 20/07/1984      | 14/07/1989      | LSAP  | Santer-Poos I                  |
| |     | Jacques Santer (Premier ministre) | 14/07/1989      | 20/01/1995      | LSAP  | Santer-Poos II et III          |
| |     | Erna Hennicot-Schoepges           | 26/01/1995      | 31/07/2004      | CSV   | Juncker-Poos II Juncker-Polfer |
| |     | François Biltgen                  | 31/07/2004      | 23/07/2009      | CSV   | Juncker-Asselborn I            |
| |     | Octavie Modert                    | 23/07/2009      | 04/12/2013      | CSV   | Juncker-Asselborn II           |
| |     | Maggy Nagel                       | 04/12/2013      | 17/12/2015      | DP    | Bettel I                       |
| |     | Xavier Bettel (Premier ministre)  | 17/12/2015      | 05/12/2018      | DP    | Bettel I                       |
| |     | Sam Tanson                        | 05/12/2018      | 18/11/2023      | Gréng | Bettel II                      |
| |     | Eric Thill                        | 17/11/2023      | En fonction     | DP    | Frieden                        |
| Dans l'intervalle entre deux mandats, le ministre sortant assure la gestion des affaires courantes. Titres successifs : - Depuis 2009 : Culture |     |                                   |                 |                 |       |                                |